# Dependent de la conservació
Una espècie que dependent de la conservació (LR/cd) era una categoria assignada a espècies o tàxons inferiors, els quals depenen dels esforços de conservació per evitar esdevenir una espècie amenaçada amb l'extinció. Aquests tàxons han de ser el focus de programes de conservació específics, la cessació dels quals resultaria en la qualificació del tàxon com a espècie amenaçada per un període de 5 anys.
La categoria és part de les categories i criteris de classificació de la UICN de 1994 (versió 2.3), la qual ja no té ús en l'avaluació de tàxons, encara que persisteix en la Llista Vermella de la UICN pels casos de tàxons avaluats abans de 2001, quan la versió 3.1 es va començar a utilitzar. Segons el sistema de 2001 (v3.1) aquests tàxons són classificats com a gairebé amenaçada, encara que aquells que no han estat reavaluats segueixen dins la categoria "depèn de la conservació".
Un exemples d'espècie catalogades dins d'aquesta categoria és el tauró lleopard.
El 2006 encara hi havia 402 tàxons (148 animals i 254 plantes) classificats dins d'aquesta categoria, tots ells avaluats el 2000 o abans. Els tàxons d'animals estan formats per 110 espècies, 33 subespècies (totes de mamífers), 4 poblacions d'espècies, i un banc d'una subespècie (banc del nord del Pacific de rorqual blau), mentre els tàxons de plantes corresponen a 238 espècies, 10 subespècies, i 6 varietats.
Deixant de banda subespècies i subpoblacions, hi ha 63 mamífers, 14 gastròpodes, 12 actinopterigis, 9 crustacis, 5 bivalves, 3 rèptils, 3 insectes, i 1 condricti en aquesta classificació. 59 espècies són terrestres, 25 d'aigua dolça, 19 marines, i 7 terrestres i d'aigua dolça. Aquest últim grup (terrestre i d'aigua dolça) inclou espècies de crocodil i tortuga.
La classe de plantes més gran d'aquesta categoria són les dicotiledònies (196 espècies, 7 subespècies i 3 varietats), seguida per les coníferes (25 espècies, 3 subespècies i 1 varietat) i les monocotiledònies (17 espècies i 2 varietats), les quals sumen conjuntament el total de 254 tàxons de plantes d'aquesta categoria.
En aquesta categoria, només el tàxons de mamífers tenen tendències demogràfiques avaluades i conegudes. La balena franca austral és l'única espècie avaluada amb la categoria depèn de la conservació, que té una població creixent. A més, 14 espècies tenen poblacions estables, i 19 estan disminuint. La resta d'espècies tenen tendències desconegudes o no avaluades. De les subespècies de mamífers amb tendències conegudes o avaluades: 2 creixen, 10 són estables i 9 disminueixen. Els 2 tàxons de tauró són els únics no mamífers amb una tendència avaluada, encara que el resultat és "incert o desconegut".

## L'Acta de Protecció i Conservació de la Biodiversitat (Acta EPBC)
A Austràlia, l'Acta de Protecció i Conservació de la Biodiversitat del 1999 encara fa servir la categoria depèn de la conservació per classificar espècies de fauna i flora. Les espècies catalogades dins d'aquesta categoria no reben protecció especial, donat que no són considerades "assumptes d'importància ambiental nacional d'acord amb l'Acta EPBC".
Aquesta legislació fa servir categories similars a les que feia servir l'UICN el 1994 (versió 2.3). No té, això no obstant, la categoria gairebé amenaçada, o cap altra categoria de risc mínim.
El desembre de 2006, només 2 espècies havien rebut aquest estat d'acord amb l'Acta:
- Rellotge Atlàntic (Hoplostethus atlanticus)
- Ratpenat de cova de Schreibers (Miniopterus schreibersii bassanii)

Cap planta ha rebut aquesta categoria d'acord amb l'Acta EPBC.